# 圣马尔滕斯-拉特姆
圣马尔滕斯-拉特姆（荷蘭語：Sint-Martens-Latem，荷蘭語發音：[sɪnt ˌmɑrtəns ˈlaːtəm] ⓘ）是比利时弗拉芒大區东佛兰德省根特區的一个市镇，通行荷蘭語，是弗拉芒社群的一部分，面积14.45平方千米，人口8,468人（2018年1月1日）。